# Микитаев, Абдулах Касбулатович
Абдулах Касбулатович Микитаев (23 апреля 1942 года, с. Малка, Зольский район, Кабардино-Балкарская АССР, РСФСР — 20 апреля 2017 года, Москва, Российская Федерация) — советский и российский учёный в области полимерных материалов, вице-президент РАН с июня по декабрь 1991 года. Заслуженный деятель науки Российской Федерации. Народный депутат России, член Верховного Совета Российской Федерации (1990—1993).

## Биография

### Образование и научная деятельность
Родился в крестьянской семье. В 1959 году в родном селе окончил среднюю школу с серебряной медалью. После школы поступил в Московский химико-технологический институт им. Д. И. Менделеева на специальность «Химическая технология высокомолекулярных соединений и синтетического каучука». Параллельно с учёбой с 1960 по 1962 год работал аппаратчиком Московского химзавода пластмасс.
Научной работой начал заниматься с 1961 года под руководством доцента Ольги Валериановны Смирновой, а в дальнейшем, профессоров Германа Сергеевича Колесникова и Василия Владимировича Коршака. В 1968 году защитил кандидатскую диссертацию.
После защиты кандидатской диссертации в 1969—1970 годах работал начальником центральной химической лаборатории Нальчикского гидрометаллургического завода Минцветмета СССР и одновременно вёл специализацию по высокомолекулярным соединениям и непосредственное руководство над дипломными работами у студентов-химиков Кабардино-Балкарского государственного университета. Докторскую диссертацию защитил в 1974 году в Московском химико-технологическом институте им. Д. И. Менделеева, а в 1976 году ему присвоено учёное звание профессора.
В различные периоды своей научно-организационной деятельности создал лабораторию «Термостойкие полимеры в электронной технике», ОКТБ «Марс», лабораторию нанокомпозитов на основе промышленных полимеров в ФГУП НИФХИ им. Л. Я. Карпова.
В 1996—2006 годах возглавлял «Центр по композиционным материалам» Министерства образования и науки РФ. Являлся членом редколлегии журналов «Высокомолекулярные соединения», «Материаловедение» и «Пластические массы».
Основанная Микитаевым А. К. научная школа включает в себя 33 доктора наук и около 130 кандидатов. Его научные труды представлены в более чем 3000 научных статьях, 28 монографиях. Являлся обладателем более 100 патентов на изобретения.

### Общественно-политическая деятельность
С 1985 по 1990 г. занимал пост председателя Кабардино-Балкарского Комитета защиты мира.
Принимал участие в организации Российской академии наук. С июня по декабрь 1991 года работал её вице-президентом.
С апреля 1990 года являлся участником движения «Демократическая Россия». В 1991 году Микитаев А. К. работал вице-президентом Всемирной организации черкесов. Являлся членом Республиканского Координационного совета Демократической партии России.
В 1990 году избран народным депутатом РСФСР от Зольского национально-территориального округа № 97 в Кабардино-Балкарии. С июня 1990 — член Совета Национальностей Верховного совета РСФСР. С 1990 по 1991 год председатель подкомитета по науке и комитета Верховного Совета по науке и народному образованию. В 1992 году занимал пост председателя комиссии по вопросам гражданства при Президенте Российской Федерации. В этот период избирался членом Верховного Совета СССР от России (октябрь-декабрь 1991 года)[уточнить].
Во время августовского путча 1991 года был одним из защитников «Белого дома».
В 1995 году возглавлял блок «Межнациональный союз» на Выборах в Государственную думу.

### Возвращение к научной деятельности
После завершения политической карьеры с 1996 по 2006 г. возглавлял «Центр по композиционных материалам» Минобрнауки России. А в 2004 году создал и до 2013 года возглавлял кафедру высокомолекулярных соединений Кабардино-Балкарского государственного университета. С 2014 года работал главным научным сотрудником лаборатории прогрессивных полимеров КБГУ им. Х. М. Бербекова.

## Научная школа
Научная школа профессора Микитаева А. К. представлена 33 докторами наук и более чем 130 кандидатами. К началу её формирования можно отнести 1965 г., когда он под руководством Г.С. Колесникова и В.В.Коршака досрочно окончил Московский химико-технологический институт им. Д. И. Менделеева и начал вести специализацию и дипломные работы у студентов и аспирантов Кабардино-Балкарского государственного университета. В 1974 г. он защитил докторскую диссертацию, а в 1976 году ему было присвоено научное звание профессора.
Создание лаборатории термостойких полимеров для электронной техники, научно исследовательского института высокомолекулярных соединений (ИВС КБГУ) и открытие научного совета по защите докторских диссертаций в КБГУ придало мощный импульс развитию научной школы Микитаева А. К. В это время работы ученого и его учеников в основном были посвящены синтезу термостойких полимеров для электронной техники.
В 1970—1980 годах в КБГУ стал местом проведения множества Всесоюзных и международных конференций и школ. Направление научных работ сместилось в сторону исследования механизмов реакций поликонденсации. Был обнаружен магнитный эффект в поликонденсации, что нашло объяснение открытием радиакальной стадии в механизме процесса поликонденсации. Синтезируются множество термо-огнестойких полиэфиров, статических и блоксополимеров.
С 1980 по 2000-е года А. К. Микитаев и его ученики активно работали над синтезом новых мономеров и полимеров на основе производных хлораля и исследования их свойств. Синтезу полиэфиров и блоксополимеров на их основе. Особое внимание при этом уделялось полибутилентерефталату и получению нанокомпозитов на его основе в процессе синтеза.
С 2000-х годов научной школой А. К. Микитаева был достигнут ряд оригинальных результатов по модификации монтмориллонитовых глинн, разработаны материалы с повышенной огнестойкостью; разрабатывались нанокомпозиты на основе полиолефинов. Была внедрена в производство технология получения кабельной изоляции на основе ПВХ компаундов. Спроектировано производство полибутилентерефталата и блоксополимеров на его основе.
С 1996 года на химическом факультете Кабардино-Балкарского госуниверситета функционирует диссертационный совет, которому разрешено принимать к защите докторские (кандидатские) диссертации по специальности 02.00.06 — высокомолекулярные соединения. Ученый принимал активное участие работе этого совета за весь период его существования.
Научные мероприятия, проводимые профессором Микитаевым А. К. и его учениками:
- С 1972 года в КБГУ ежегодно выпускаются сборники статей по высокомолекулярным соединениям: «Вопросы физико-химии полимеров», «Поликонденсационные процессы и полимеры», «Полимерные материалы и их применение в народном хозяйстве», под редакцией В. В. Коршака и А. К. Микитаева;.
- 1972—1986 гг. — региональные конференции «Применение полимерных материалов в народном хозяйстве»;
- 1979 г. 7-я Международная школа по поликонденсации;
- 1980 г. Всесоюзная конференция «Применение полимерных материалов в народном хозяйстве»;
- 1981 г. — 3-я Всесоюзная научно-техническая конференция «Свойства, применение и переработки фторопластов»;
- 1982 г. — 3-я Всесоюзная конференция по синтезу, свойствам и превращениям полимеров;
- 1983, 1986 гг. — Всесоюзная научно-техническая конференция по высокомолекулярным соединениям;
- 1987, 1991 гг. — Региональные конференции «Химики Северного Кавказа — народному хозяйству»;
- 1990 г. — IV Всесоюзная конференция по химии и физико-химии олигомеров;
- 1992 г. — Научно-техническая конференция по естественным наукам;
- 2000, 2005, 2007 гг. — I—III Всероссийские научно-практические конференции «Новые полимерные композиционные материалы[18]»;
- 2007, 2009 гг. — I и II Международные научно-практические конференции «Наноструктуры в полимерах и полимерные композиты»;
- 2008, 2010, 2011, 2013—2016 гг. — IV, VI, VII, IX—XII Международные научно-практические конференции «Новые полимерные композиционные материалы»;
- 2009 г. — V Международная научно-практическая конференция «Новые полимерные композиционные материалы», посвященная 100-летию академика В. В. Коршака.
- 2012 г. — VIII Международная научно-практическая конференция «Новые полимерные композиционные материалы», посвященная 70-летию доктора химических наук, профессора Микитаева А. К.
- 8-9 октября 2014 года X Московский международный химический саммит VII Российский конгресс переработчиков пластмасс[19][20]

## Награды и звания
- Орден Дружбы народов (6 мая 1992 года) — за заслуги в развитии отечественной науки и большую общественную деятельность по укреплению межнациональных отношений в Российской Федерации[21]
- Заслуженный деятель науки Республики Адыгея (5 мая 2015) —  за большой вклад в развитие науки, подготовку квалифицированных специалистов и многолетнюю плодотворную деятельность
- Орден «За заслуги перед Кабардино-Балкарской республикой» (5 сентября 2017) —  за значительный вклад в развитие науки и многолетнюю плодотворную деятельность
- Орден «Знак Почёта»

- Заслуженный деятель науки Кабардино-Балкарской Республики
- Заслуженный деятель науки Карачаево-Черкесской Республики
- Заслуженный деятель науки Республики Северная Осетия — Алания
- Заслуженный деятель науки Республики Ингушетия
- Заслуженный деятель науки Республики Дагестан
- Заслуженный деятель науки Чеченской Республики
- Заслуженный деятель науки Российской Федерации
- нагрудный знак «Изобретатель СССР»
- Почётная грамота Министерства Образования и Науки РФ и Федерального агентства по науке и инновациям РФ
- Грамота Верховного совета Кабардино-Балкарской республики
- Грамота Верховного совета Чеченской республики
- Почетная награда Бельгии — Орден «За заслуги в области изобретательства» высшей степени (Grand Officer — Великий Офицер)